# Tappetino per il mouse

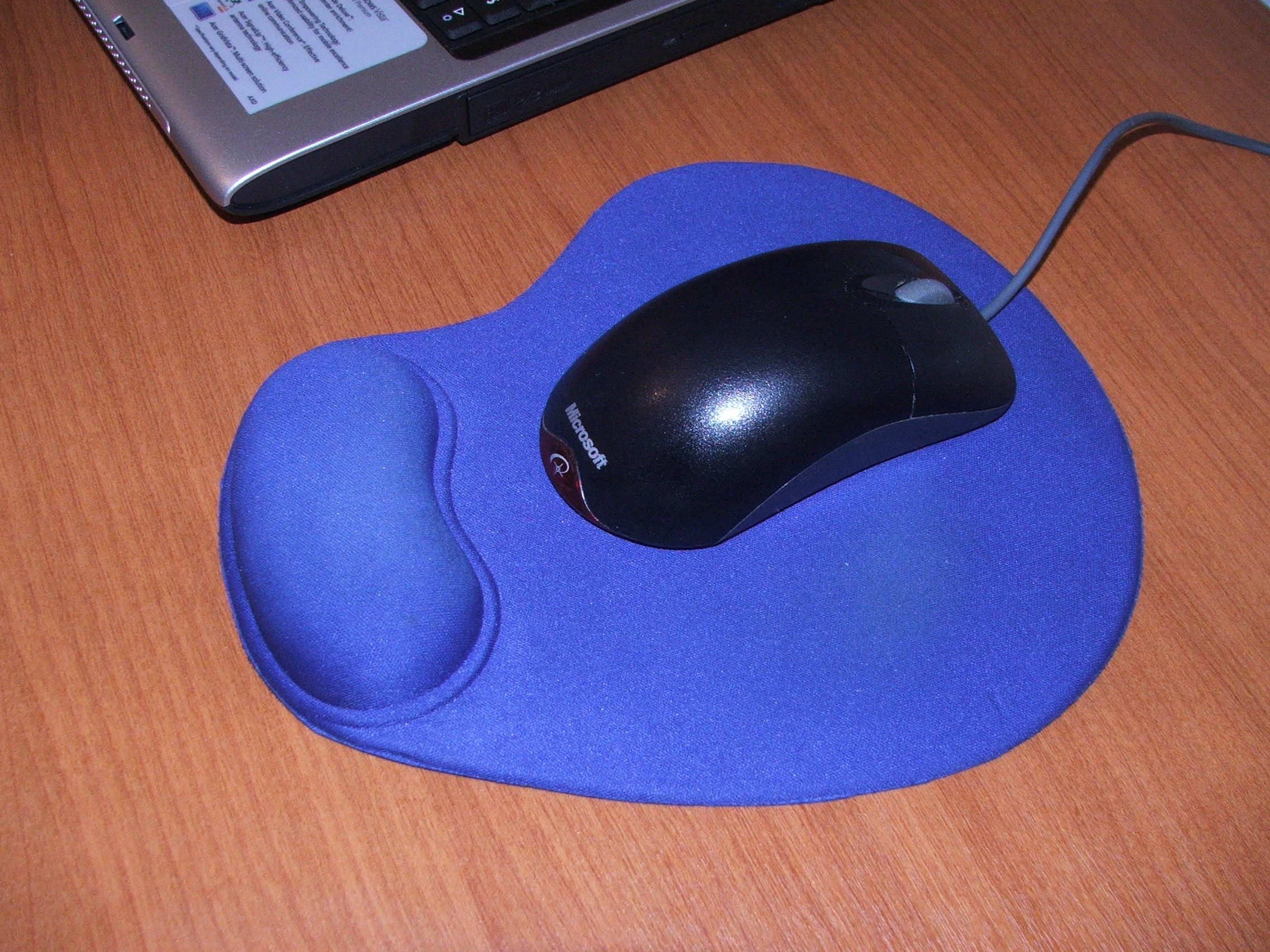
Tappetino con poggia polso in gel di silicone

Il tappetino per il mouse o, in inglese mousepad, è un piccolo tappetino da scrivania sul quale scorre il mouse durante le consuete fasi di lavoro al computer. Il suo scopo è quello di proteggere i meccanismi interni del mouse dalla polvere e dalle impurità che potrebbero rovinarli.
La prima pubblicazione conosciuta che accenna all'esistenza del tappetino da mouse è della Xerox, nel 1979 Armando M. Fernandez, allora tecnico della nota casa di produzione elettronica fu il primo a nominarlo. Al tempo i computer dotati di mouse avevano appena visto l'introduzione di una miglioria notevole. Il mouse infatti era stato fornito di una sfera d'acciaio rotante inversa. Tuttavia i residui raccolti della sfera d'acciaio durante il suo lavoro inducevano i rulli interni ad attaccarsi alle pareti e generavano salti imprevisti al puntatore, che perdeva di precisione ed affidabilità.
Ben presto il tappetino per il mouse si trasformò in un oggetto diffusissimo, composto da un foglio di gomma stampato con soggetti a scelta e un supporto di silicone. Quest'ultimo si rese necessario per sviluppare la corretta trazione del tappetino stesso rispetto alle spinte impresse al mouse con i movimenti. L'invenzione garantì maggiore velocità, stabilità e risparmio, considerando che non salvaguardava solo i mouse, ma anche i mobili che dai mouse venivano graffiati. Ad oggi i vecchi tappetino da mouse sono abbandonati in favore dei vari modelli che si accompagnano ai nuovi mouse a puntamento ottico.